# 쿠이저우

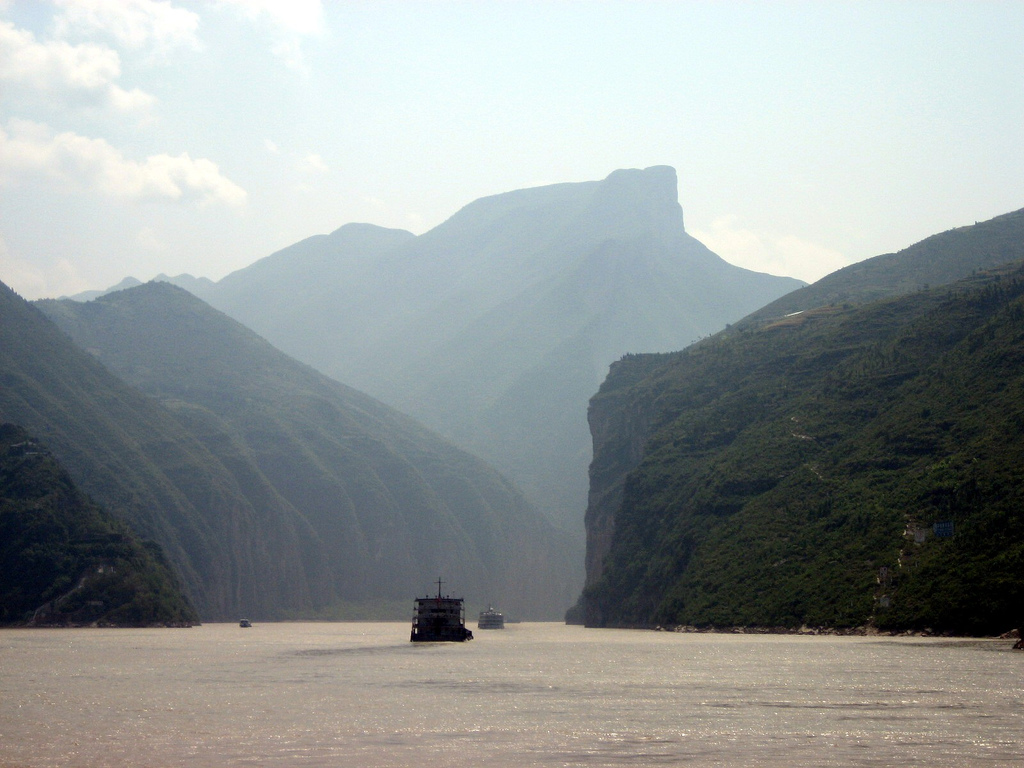
쿠이먼(夔門/夔门): "쿠이저우의 관문"을 뜻함

쿠이저우(중국어: 夔州, 병음: Kuízhōu)는 기존 신현의 이름을 변경하여 서기 619년에 처음 설립되었다. 쿠이저우는 당나라 시대의 전형적인 대규모 정치 구조 조직을 구성하는 여러 순회 지역의 일부였던 중국 당 왕조의 시작부터 말기까지 중요한 지역이었다. 쿠이저우는 송나라 말기까지 정치적 실체로서 지속되었으며, 그 기간 동안에는 송 시대(및 그 이후)의 전형적인 대규모 정치 조직인 성 수준이었다. 쿠이저우는 현재 충칭시 동부에 위치해 있었다. 송나라 시대에 규저우의 수도는 현재의 충칭시 펑제현에 있었고, 성의 범위는 오늘날 충칭시, 쓰촨성 동부, 구이저우성을 포함하는 지역이었다. 쿠이저우의 중요성 중 일부는 장강을 따라 있는 눈에 띄는 위치와 관련이 있다. 쿠이저우는 또한 아름다운 풍경으로 유명하며, 유배된 시인들이 애도를 쓴 곳이기도 하다.

## 같이 보기
- 바이디성